# Tống Thanh Bình
Tống Thanh Bình (sinh ngày 7 tháng 11 năm 1970) là một chính trị gia người Việt Nam, dân tộc Thái. Ông hiện là đại biểu Quốc hội Việt Nam khóa XIV nhiệm kì 2016-2021, thuộc đoàn đại biểu quốc hội tỉnh Lai Châu, Phó trưởng Đoàn chuyên trách Đoàn Đại biểu Quốc hội tỉnh Lai Châu, Ủy viên Hội đồng Dân tộc của Quốc hội. Ông đã trúng cử đại biểu Quốc hội năm 2016 ở đơn vị bầu cử số 1, tỉnh Lai Châu gồm có thành phố Lai Châu và các huyện: Than Uyên, Tân Uyên, Tam Đường.

## Xuất thân
Tống Thanh Bình sinh ngày 7 tháng 11 năm 1970 quê quán ở bản Nậm Củm, xã Mường Tè, huyện Mường Tè, tỉnh Lai Châu.
Ông hiện cư trú ở số 001, tổ 9, phường Đoàn Kết, thành phố Lai Châu, tỉnh Lai Châu.

## Giáo dục
- Giáo dục phổ thông: 12/12
- Đại học Nông lâm, chuyên ngành Lâm nghiệp
- Thạc sĩ
- Cử nhân lí luận chính trị

## Sự nghiệp
Ông gia nhập Đảng Cộng sản Việt Nam vào ngày 23/9/1994.
Ông từng là đại biểu hội đồng nhân dân Huyện Mường Tè nhiệm kỳ 2004-2009, huyện Than Uyên nhiệm kỳ 2010-2015.
Khi ứng cử đại biểu Quốc hội Việt Nam khóa 14 vào tháng 5 năm 2016 ông đang là Tỉnh ủy viên, Bí thư chi bộ, Trưởng ban dân tộc tỉnh Lai Châu, làm việc ở Ban dân tộc tỉnh Lai Châu.
Ông đã trúng cử đại biểu quốc hội năm 2016 ở đơn vị bầu cử số 1, tỉnh Lai Châu gồm có thành phố Lai Châu và các huyện: Than Uyên, Tân Uyên, Tam Đường, được 113.999 phiếu, đạt tỷ lệ 88,50% số phiếu hợp lệ.
Ông hiện là Tỉnh ủy viên, Phó trưởng Đoàn chuyên trách Đoàn Đại biểu Quốc hội tỉnh Lai Châu, Ủy viên Hội đồng Dân tộc của Quốc hội.
Ông đang làm việc ở Văn phòng Đoàn Đại biểu Quốc hội tỉnh Lai Châu.